# Holme (Bedfordshire)
Pour l’article homonyme, voir Holme.
Holme est un hameau du Central Bedfordshire.
La ville la plus proche est Biggleswade.